# Psilopilum
Psilopilum là một chi rêu trong họ Polytrichaceae.